# Oulujoki
Der Oulujoki [ˈɔu̯lujɔki] (schwedisch Ule älv) ist der Abfluss des Oulujärvi und mündet bei der finnischen Stadt Oulu in den bottnischen Meerbusen. Auf einer Flussinsel befindet sich das Freilichtmuseum Turkansaari.
Einst eine Transportroute für Holz und Teer, ist der Oulujoki heute eine wichtige Energiequelle. An ihm liegen zwölf Wasserkraftwerke mit einer installierten Leistung von 541 MW und einem Regelarbeitsvermögen von jährlich ca. 2.600 GWh.

## Wasserkraftwerke am Oulujoki
| Name        | Fertig- stellung | Fallhöhe in Meter | Leistung in MW |
| ----------- | ---------------- | ----------------- | -------------- |
| Ämmä        |                  |                   |                |
| Aitto       |                  |                   |                |
| Seitenoikea |                  |                   |                |
| Leppikoski  |                  |                   |                |
| Jylhämä     | 1952             | 11                | 50             |
| Nuojua      | 1955             | 22                | 80             |
| Utanen      | 1957             | 15.6              | 55             |
| Ala-Utos    | 1957             | 6.2               | 0.5            |
| Pälli       | 1954             | 13.8              | 50             |
| Pyhäkoski   | 1951             | 32.4              | 120            |
| Montta      | 1957             | 12.1              | 40             |
| Merikoski   | 1954             | 11                | 39.2           |

## Merikoski
Bereits um 1900 erzeugten kleine Kraftwerke bei Oulu elektrische Energie. Im Jahr 1940 wurde mit dem Bau des Wasserkraftwerks Merikoski begonnen. Die erste Stromeinspeisung erfolgte 8 Jahre später. 1997 wurde die Staumauer auf 11 m erhöht. Bei der Fertigstellung waren 500 Personen für den Betrieb des Kraftwerks zuständig, heute sind es 4.
Das Bild zeigt den Blick von Süden aus dem Zentrum Oulus auf den aufgestauten Oulujoki. Die Staumauer formt einen Kanal, der das Wasser zum Turbinenhaus links im Hintergrund leitet. Bei Hochwasser fließt das Wasser über die Staumauer in das alte Flussbett links im Bild. In den Maschinenhäuschen in der Bildmitte sitzen die Elektroantriebe für die Stahltore, die das Stauniveau absenken können.
Bei einer Ausbauwassermenge von 240 m³/s erzeugen drei Turbinen eine Gesamtleistung von 39,2 MW. Bei einer Auslastung von 40–70 % liegt die Jahresleistung zwischen 140–250 GWh. Unter günstigen Bedingungen erzeugt Merikoski 1/3 des elektrischen Energiebedarfs von Oulu.